# 斉藤伸子
斉藤 伸子（さいとう のぶこ、1951年12月6日 - ）は、日本の歌手。北海道・札幌出身。NHKの幼児向け教育番組『おかあさんといっしょ』の11代うたのおねえさん。同じく11代目として登場したのが松熊由紀である。1974年4月 - 1979年3月の5年間うたのおねえさんを務めた。お姉さん時代の愛称は「のぶちん」。現在は熊本県の平成音楽大学声音科の教授を務めている。
1989年春に行われた番組30周年記念コンサート『おかあさんといっしょ30周年記念ファミリーコンサート おかあさんといっしょ30年』には、歴代のうたのおねえさんの一人として出演している。
| スタブアイコン | サブスタブ | この項目は、まだ閲覧者の調べものの参照としては役立たない、歌手に関連した書きかけの項目です。この項目を加筆・訂正などしてくださる協力者を求めています（P:音楽/PJ:芸能人）。 |